# Джеси Ендрюс
Джеси Ендрюс (на английски: Jessie Andrews) е американска порнографска актриса, модел, диджей, дизайнер на дрехи и бижута и бизнесдама.

## Ранен живот
Родена е на 22 март 1992 г. в Маями, щата Флорида, САЩ и е от смесен етнически произход - американски, китайски, латвийски и ирландски.
Преди да влезе в порнобизнеса работи като продавачка на дрехи в магазин на компанията „American Apparel“ в Маями. Основателят на тази компания Дъв Черни остава впечатлен от нейното излъчване и я привлича като модел. Тогава тя е на 17 години.

## Кариера в порнографската индустрия
Дебютира като актриса в порнографската индустрия през март 2010 г., само една седмица след като навършва 18 години. Неин откривател е агентът Марк Шпиглър, който я представлява в индустрията за възрастни.
През 2012 г. печели наградите за най-добра актриса на AVN, XBIZ и XRCO за изпълнението на ролята си във филма „Портрет на една компаньонка“, както и наградите на XBIZ и XRCO за най-добра нова звезда.
През 2014 г. прави първата си сцена с анален секс във филма „Градинарят“.
От 2015 г. се снима в секс сцени само с жени.
Ендрюс е сред 12-те порноактриси, попаднали в т. нар. „Мръснишка дузина на порното“, публикувана от списание Пентхаус.

## Мейнстрийм изяви
Участва във видеоклиповете на песените „Decisions“ на диджей Боргор и Майли Сайръс и „Flex“ на Боргор и Шей.
През януари 2014 г. Джеси Ендрюс, Аса Акира, Дейна Диармонд и Шанел Престън са включени в статия на списание „Космополитън“, наречена „4 порнозвезди за това как те поддържат форма“. В нея четирите порноактриси говорят за своите спортни тренировки, диетата си и за това какво е отражението върху физическото им състояние на движенията и позите при сексуалните актове, които правят във филмите си. Статията е провокирана от изказване на актрисата и модел Гейбриъл Юнион, че използва фитнес тренировките и диетата на порнозвездите.
Ендрюс има своя линия за ръчно изработени златни ланци и притежава марката за бижута „Bagatiba“, занимава се с изработването на дамска колекция облекло в сътрудничество с базираната във Великобритания дизайнерска компания Hype, както и има собствена марка презервативи и линия от секс играчки на Док Джонсън. Създадена е изкуствена вагина по отливка от тази на Ендрюс, която се нарича „All American Pussy“.
Тя също се изявява като диджей и прави онлайн музика, наречена The Girlfriend Mix, в който тя и други жени диджеи обединяват усилията си за създаване на оригинални миксове.

## Награди и номинации
| Година | Церемония          | Резултат  | Категория                                                                     | Филм                           |
| ------ | ------------------ | --------- | ----------------------------------------------------------------------------- | ------------------------------ |
| 2010   | CAVR награда       | Номинация | Звездица на годината                                                          |                                |
| 2012   | AVN награда        | Носителка | Най-добра актриса                                                             | „Портрет на една компаньонка“  |
| 2012   | AVN награда        | Номинация | Най-добра нова звезда                                                         |                                |
| 2012   | AVN награда        | Номинация | Най-добра орална секс сцена                                                   |                                |
| 2012   | AVN награда        | Номинация | Най-добра секс сцена с трима изпълнители                                      |                                |
| 2012   | AVN награда        | Номинация | Най-добра секс сцена момиче/момче                                             |                                |
| 2012   | AVN награда        | Номинация | Най-добра групова секс сцена само с момичета (с Анди Сан Димас и Грейси Глам) | „Грейси Глам: страст“          |
| 2012   | XBIZ награда       | Носителка | Актьорско изпълнение на годината                                              | „Портрет на една компаньонка“  |
| 2012   | XBIZ награда       | Носителка | Най-добра нова звезда на годината.                                            | „Портрет на една компаньонка“  |
| 2012   | XRCO награда       | Носителка | Най-добра актриса.                                                            |                                |
| 2012   | XRCO награда       | Носителка | Нова звезда.                                                                  |                                |
| 2012   | XRCO награда       | Номинация | Cream Dream.                                                                  |                                |
| 2012   | NightMoves награда | Номинация | Най-добра изпълнителка.                                                       |                                |
| 2013   | AVN награда        | Номинация | Изпълнителка на годината.                                                     |                                |
| 2013   | AVN награда        | Номинация | Crossover звезда на годината.                                                 |                                |
| 2013   | AVN награда        | Номинация | Най-добра орална секс сцена (с Касандра Никс)                                 | „Filthy Cocksucking Auditions“ |
| 2013   | XBIZ награда       | Номинация | Изпълнителка на годината.                                                     |                                |
| 2013   | XRCO награда       | Номинация | Оргазмен оралист.                                                             |                                |
| 2016   | XBIZ награда       | Носителка | Най-добра секс сцена само с момичета (с Картър Круз).                         | „Джеси обича момичета“         |